# 日本農業新聞
日本農業新聞（にほんのうぎょうしんぶん）是日本的農業専門报纸。也是日本農協团体所发行的唯一日报。

## 概要
发行量約为40万份。
原由農業協同組合的全国組織「全国新聞情報農業協同組合連合会」（JA新聞連）所发行，因2002年的股份公司制化的原因，改为设立“株式会社日本農業新聞”，并由JA新聞連继承了大半的新闻事业。